# Линевский (герб)
Линевский (пол. Liniewski) — польский дворянский герб.

## Описание
В лазоревом поле опрокинутый меч, сопровождаемый по бокам двумя червлёными сердцами. Щит увенчан дворянскими шлемом и короной. В нашлемнике три страусовых пера. Намет голубой, подложенный серебром.
Герб Линевский (употребляют Линевские) внесен в Часть 3 Гербовника дворянских родов Царства Польского, стр. 84.

## Герб используют
6 родов:Leniewicz, Leparski, Lepartski, Liniewicz, Liniewski, Lipczyński
Линевичи — украинский дворянский род.
Потомство Карпа Леневича, сотника Волынского (1718—1734), который был зятем Волынского сотника (1694—1697) Петра Демиденка.